# 寒極
寒極（かんきょく、英語: Pole of Cold）は、南半球と北半球それぞれで、最も低い地上気温が観測された地点。北半球・南半球ともに、比熱の小ささの影響で冬季の気温の低下幅が大きい、大陸の内陸部に存在する。

## 北半球の寒極
- オイミャコン
  - 1926年1月26日、-71.2℃を観測（※測定法に議論あり）、1933年2月6日、-67.7°Cを観測
- ベルホヤンスク
  - 1885年1月15日、1892年2月5日、2月7日、-67.8℃を観測

## 南半球の寒極
- ボストーク基地（南極、旧ソビエト連邦設立）[1]
  - 1983年7月21日、-89.2℃を観測